# Small River Caves Park
Small River Caves Park är en park i Kanada.   Den ligger i provinsen British Columbia, i den centrala delen av landet, 3 200 km väster om huvudstaden Ottawa. Small River Caves Park ligger 1 172 meter över havet.
Terrängen runt Small River Caves Park är varierad. Small River Caves Park ligger nere i en dal. Trakten runt Small River Caves Park är nära nog obefolkad, med mindre än två invånare per kvadratkilometer.. Det finns inga samhällen i närheten.
Trakten runt Small River Caves Park består i huvudsak av gräsmarker.